# Baccaurea
Baccaurea es un género de plantas con flores perteneciente a la familia Phyllanthaceae. Consiste en 80 especies distribuidas desde Malasia a las islas del Pacífico.

## Especies seleccionadas
- Baccaurea angulata
- Baccaurea bracteata
- Baccaurea brevipes
- Baccaurea dulics
- Baccaurea grifithii
- Baccaurea kunstleri
- Baccaurea lanceolata
- Baccaurea macrocarpa
- Baccaurea malayana (Jack) King ex Hook.f. - tampui de la India[1]
- Baccaurea membranacea
- Baccaurea motleyana
- Baccaurea nanihua
- Baccaurea pyriformis
- Baccaurea racemosa
- Baccaurea ramiflora
- Baccaurea sapida
- Baccaurea stipularis
- etc.